# Podział administracyjny Kościoła katolickiego w Albanii
Współcześnie Kościół katolicki w Albanii składa się z dwóch metropolii, w skład których wchodzą dwie archidiecezje z trzema sufraganiami oraz jedną administraturą apostolską.

## Metropolia Szkodra-Pult
- Archidiecezja Szkodra-Pult
- Diecezja Lezha
- Diecezja Sapa

## Metropolia Tirany-Durrës
- Archidiecezja Tirany-Durrës
- Diecezja Rrëshen
- Administratura apostolska południowej Albanii (obrządek bizantyjsko-albański)